# Terralba
Terralba (sardinsky: Terràba) je italská obec (comune) v provincii Oristano v regionu Sardinie. Nachází se ve výšce 12 metrů nad mořem a má přibližně 9 700 obyvatel. Rozloha obce je 49,8 km².